# Đề xuất thủ đô tương lai của Indonesia
Một đề xuất chuyển thủ đô của Indonesia (hay còn gọi là Kế hoạch dời đô Indonesia) từ thành phố Jakarta đến một địa điểm khác đã được thảo luận từ thời tổng thống Sukarno, thậm chí có thể là sớm hơn nữa, khi đất nước này còn là thuộc địa của Hà Lan. Trên thực tế, vào đầu thế kỷ 20, chính phủ Đông Ấn Hà Lan đã nỗ lực dời thủ đô từ Batavia (thuộc địa Jakarta) đến Bandung. Trong thập niên 2010, ý tưởng dời thủ đô hoặc trung tâm hành chính quốc gia đã bắt đầu tái xét một cách nghiêm túc, chủ yếu là vì sự xuống cấp của môi trường và dân số quá đông đúc của Jakarta hiện nay. 
Tuy nhiên, nhóm các nhà kinh tế lại thể hiện một số phản ứng trái chiều. Một số doanh nghiệp lên tiếng phản đối điều này vì lo ngại cho một thực tế rằng hầu hết các doanh nghiệp trọng yếu hiện có trụ sở tại Jakarta. Do đó, việc dời đô sẽ gây bất tiện và có thể tốn kém hơn. 
Năm 2019, Palangka Raya được cho là ứng viên hàng đầu cho vị trí thủ đô mới của Indonesia. Ngày 8 tháng 8 cùng năm, Tổng thống Indonesia Joko Widodo chính thức thông báo quyết định dời đô ra khỏi Jakarta để chuyển đến đảo Borneo.